# Auguste Plovie
Auguste Hector Emmanuel Plovie (Oostende, 12 november 1909 - Brussel, 24 februari 1965) was een Belgisch volksvertegenwoordiger en burgemeester.

## Levensloop
Plovie was leraar. Van 1946 werd hij verkozen tot gemeenteraadslid van Bredene en van 1947 tot 1964 was hij er burgemeester.
Van januari 1964 tot 24 februari 1965 was hij volksvertegenwoordiger voor het arrondissement Oostende. Hij volgde de gouverneur geworden Roger De Kinder op, maar na een jaar overleed hij.